# إمي أكيموتو
إمي أكيموتو (باليابانية: 佐々木恵美) هي واثبة حواجز ‏ يابانية، ولدت في 19 يوليو 1956.

## وصلات خارجية
- إمي أكيموتو على موقع الاتحاد الدولي لألعاب القوى (الإنجليزية)